# Landestierschutzbeauftragter
Ein Landestierschutzbeauftragter bzw. Landesbeauftragter für (den) Tierschutz berät die Landesregierung in Tierschutzfragen und ist Ansprechpartner für Bürger, Verbände und Tierhalter. Er nimmt Stellung zu fachlichen und rechtlichen Fragen und trägt dazu bei, Tierschutzmissstände zu verhindern oder zu begrenzen. Die genauen Aufgaben können je nach Bundesland variieren.

## Aufgaben und Verantwortlichkeiten
Der Landestierschutzbeauftragte berät die Landesregierung in allen Fragen des Tierschutzes und unterstützt sie bei der Entwicklung und Umsetzung von Gesetzen und Verordnungen. Er ist eine zentrale Anlaufstelle für Bürger, Tierschutzorganisationen, Tierrechtsorganisationen und Tierhalter, die Fragen oder Anregungen zum Thema Tierschutz und Tierrecht haben.
Der Beauftragte kann Öffentlichkeitsarbeit betreiben, um das Bewusstsein für Tierschutz- und Tierrechtsthemen zu schärfen und über Tierschutzmissstände zu informieren. In einigen Fällen kann er auch die Umsetzung des Tierschutzrechts kritisch prüfen und zur Aufklärung von Tierschutzverstößen beitragen.
In einigen Bundesländern wird dem Landestierschutzbeauftragten auch eine Parteistellung in tierschutzrechtlichen Verfahren eingeräumt.

## Beispiele für Aufgaben in der Praxis
Beratung bei der Planung von Tierversuchen
Der Beauftragte kann bei der Planung von Tierversuchen beraten, um sicherzustellen, dass diese so tierschutzgerecht wie möglich durchgeführt werden.
Überwachung von Schlachthöfen
In einigen Bundesländern kann der Landestierschutzbeauftragte auch die Einhaltung des Tierschutzes in Schlachthöfen überwachen und Maßnahmen zur Verbesserung des Tierschutzes dokumentieren.
Förderung von Tierschutzprojekten
Er kann auch dazu beitragen, dass Tierschutzprojekte gefördert und unterstützt werden.
Stellungnahmen zu Gesetzesvorhaben
Der Landestierschutzbeauftragte kann Stellungnahmen zu Gesetzesvorhaben abgeben, die den Tierschutz betreffen.
Grundsätzlich spielt der Landestierschutzbeauftragte eine wichtige Rolle bei der Förderung des Tierschutzes auf Landesebene. Er ist eine zentrale Anlaufstelle für alle, die sich mit dem Thema Tierschutz beschäftigen, und trägt dazu bei, dass Tiere besser geschützt werden.
Die österreichischen Tierschutzombudspersonen sind dagegen nach einer Entscheidung des Landesverwaltungsgerichts Steiermark vom 6. März 2017 sog. Organparteien, welche zur Vertretung der Interessen des Tierschutzes in den betreffenden Verwaltungs- und Gerichtsverfahren nach § 41 des Tierschutzgesetzes eine Parteistellung eingeräumt wurde, wenn ihr auch keinerlei hoheitliche Befugnisse zukommen.

## Baden-Württemberg (Landesbeauftragte für Tierschutz)
Baden-Württemberg führte eine Landesbeauftragte für Tierschutz im Jahr 2012 ein. Sie wird hauptamtlich bestellt. Es handelt sich um eine Stabsstelle mit beratender Funktion, die fachlich und politisch unabhängig ist. Sie ist Ansprechpartner für Tierschutzverbände und -vereine, Bürgerinnen und Bürger, Politik sowie für Organisationen und Einrichtungen, die sich mit dem Tierschutz oder der Tierhaltung befassen. Sie ist außerdem Mitglied im Landesbeirat für Tierschutz, erarbeitet Informationsmaterial und gibt Gutachten sowie Stellungnahmen zu bestimmten Rechtsetzungsvorhaben ab.
Amtsinhaberin seit 2017 ist die Tierärztin Julia Stubenbord. Erste Landesbeauftragte für Tierschutz war 2012 bis 2017 die Tierärztin Cornelie Jäger.

## Berlin
Der Tierschutzbeauftragte von Berlin war seit 2008 ein Ehrenamt, seit 2017 wird dieser hauptamtlich bestellt.
Seit November 2020 ist die Fachtierärztin Kathrin Herrmann Tierschutzbeauftragte. Ihre Amtsvorgänger waren der Tierarzt Klaus Lüdcke (2008–2012), der Humanmediziner Horst Spielmann (2012–2017), sowie die Tierärztin Diana Plange (2017–2020).

## Bremen
Seit August 2022 hat Bremen die erste Landestierschutzbeauftragte. Die Tierärztin Sibylle Wenzel nimmt dieses Amt wahr.

## Brandenburg (Landestierschutzbeauftragter)
In Brandenburg ist der Landestierschutzbeauftragte eine unabhängige, selbständige und weisungsfreie Organisationseinheit. Er wird hauptamtlich bestellt. Die Einführung geht auf das Volksbegehrens gegen Massentierhaltung 2016 zurück.
Amtsinhaber seit 2017 war der Tierarzt Stefan Heidrich. Ab September 2022 war die Stelle vakant. Im Dezember 2022 hat die Tierärztin Anne Zinke das Amt übernommen.

## Hessen (Landestierschutzbeauftragte)
Hessen war 1990 das erste Bundesland, das einen Landestierschutzbeauftragte bestellte. Er/Sie wird hauptamtlich bestellt und steht einer selbständigen und weisungsfreien Organisationseinheit vor.
Amtsinhaber war zunächst der Journalist Ilja Weiss. Seit 1. November 1992 ist es die Tierärztin Madeleine Martin.

## Niedersachsen
In Niedersachsen ist ein Landesbeauftragter für den Tierschutz seit 1995 per Gesetz festgelegt, der Fachtierarzt Andreas Briese wurde 1996 als Landestierschutzbeauftragter berufen und war bis 2000 im Amt. Erst 2016 wurde durch die rot-grüne Landesregierung wieder eine Tierschutzbeauftragte ernannt. Amtsinhaberin ist seit Mai 2016 die Fachtierärztin Michaela Dämmrich.
Der Landesbeauftragte für den Tierschutz ist bei Gesetzgebungsverfahren und Initiativen der Landesregierung im Tierschutz zu beteiligen und ist erster Ansprechpartner für Tierschutzorganisationen und Bürger.
Die Aufgaben werden von der jeweiligen Landesregierung bestimmt.

## Nordrhein-Westfalen
Seit dem 1. Dezember 2020 ist Gerlinde von Dehn, Fachtierärztin für Tierschutz, Landesbeauftragte für den Tierschutz in Nordrhein-Westfalen.

## Saarland (Landesbeauftragter für Tierschutz)
Im Saarland wurde das Ehrenamt Landesbeauftragte oder Landesbeauftragter für Tierschutz durch das Tierschutzverbandsklagegesetz 2013 eingeführt.
Erster Amtsinhaber war seit 2014 der Tierarzt Hans-Friedrich Willimzik. Seit Oktober 2022 ist es der Tierarzt Arnold Ludes.

## Sachsen
Seit 2024 ist Carina Heinrich Landestierschutzbeauftragte von Sachsen.

## Sachsen-Anhalt (Ansprechpartner für Tierschutzfragen)
In Sachsen-Anhalt wurde der Ansprechpartner für Tierschutzfragen 2015 eingeführt.
Amtsinhaber seit 2016 ist der Tierarzt Marco König.

## Schleswig-Holstein (Tierschutzbeauftragte des Landes Schleswig-Holstein)
Ehrenamtliche Amtsinhaberin seit Dezember 2018 ist die Grafikerin und Leiterin eines Wildtier- und Artenschutzzentrums Katharina Erdmann.